# メトゥイセラ・タレンブラ
メトゥイセラ・タレンブラ（Metuisela Talebula、1991年5月20日 - ）は、トップ14、スポーティング・ユニオン・アジャンに所属するラグビー選手。

## プロフィール
- フィジー・ラウトカ出身。
- ポジションはウィング(WTB)。
- 身長 186cm、体重 98kg
- フィジー代表キャップは24（2020年7月現在）でラグビーワールドカップ2015のフィジー代表に選ばれた[1]。

## 略歴
ボルドー、バイヨンヌを経て、2020年、SUアジャンに加入。